# Riofrío de Riaza
Riofrío de Riaza és un municipi de la província de Segòvia, a la comunitat autònoma de Castella i Lleó.

## Demografia
| Població         | 1842 | 1900 | 1950 | 1991 | 2001 | 2004 |
| ---------------- | ---- | ---- | ---- | ---- | ---- | ---- |
| Riofrio de Riaza | 253  | 344  | 312  | 44   | 49   | 56   |